# Ksiliatos
Ksiliatos (gr. Ξυλιάτος) – wieś w Republice Cypryjskiej, w dystrykcie Nikozja. W 2011 roku liczyła 138 mieszkańców.